# Belle Époque (film)
Pour les articles homonymes, voir Belle Époque.
Ne doit pas être confondu avec le film La Belle Époque, sorti en 2019.
Pour plus de détails, voir Fiche technique et Distribution.
Belle Époque est une comédie dramatique espagnole réalisée par Fernando Trueba, sortie en 1992

## Synopsis
En 1931, un déserteur espagnol se réfugie dans une maison isolée. Les quatre filles du propriétaire ont tôt fait de s'intéresser au jeune homme qui ne peut s'empêcher de tomber amoureux de chacune d'elles.

## Fiche technique
- Titre : Belle Époque
- Titre original : Belle Époque
- Réalisation : Fernando Trueba
- Scénario : Fernando Trueba, José Luis García Sánchez et Rafael Azcona
- Production : Andrés Vicente Gómez, Fernando Trueba
- Musique : Antoine Duhamel
- Photographie : José Luis Alcaine
- Montage : Carmen Frías
- Décors : Juan Botella
- Costumes : Lala Huete
- Pays d'origine :  Espagne
- Format : Couleurs - 2,35:1 - Dolby
- Genre : Comédie dramatique, romance
- Durée : 108 minutes
- Date de sortie :
  - Espagne : 4 décembre 1992
  - France : 9 février 1994

## Distribution
- Jorge Sanz : Fernando
- Fernando Fernán Gómez : Manolo
- Penélope Cruz : Luz
- Maribel Verdú : Rocío
- Ariadna Gil : Violeta
- Miriam Díaz Aroca : Clara
- Chus Lampreave : Doña Asun
- Gabino Diego : Juanito
- Agustín González : Don Luis
- Mary Carmen Ramírez : Amalia
- Michel Galabru : Danglard
- Juan José Otegui : El cabo
- Jesús Bonilla : El número
- María Galiana : La Polonia
- Joan Potau : Paco
- Félix Cubero : Palomo

## Distinctions
- Oscar du meilleur film en langue étrangère
- 9 Prix Goya dont meilleur film, meilleur réalisateur (Fernando Trueba), meilleur scénario original (Rafael Azcona, José L. Garcia Sanchez et Fernando Trueba), meilleure actrice (Ariadna Gil) et meilleurs seconds rôles masculins (Fernando Fernán Gomez) et féminin (Chus Lampreave)